# Liste der Baudenkmäler in Obergünzburg
Auf dieser Seite sind die Baudenkmäler in dem schwäbischen Markt Obergünzburg zusammengestellt. Diese Tabelle ist eine Teilliste der Liste der Baudenkmäler in Bayern. Grundlage ist die Bayerische Denkmalliste, die auf Basis des Bayerischen Denkmalschutzgesetzes vom 1. Oktober 1973 erstmals erstellt wurde und seither durch das Bayerische Landesamt für Denkmalpflege geführt wird. Die folgenden Angaben ersetzen nicht die rechtsverbindliche Auskunft der Denkmalschutzbehörde.

## Ensembles

### Ensemble Marktplatz

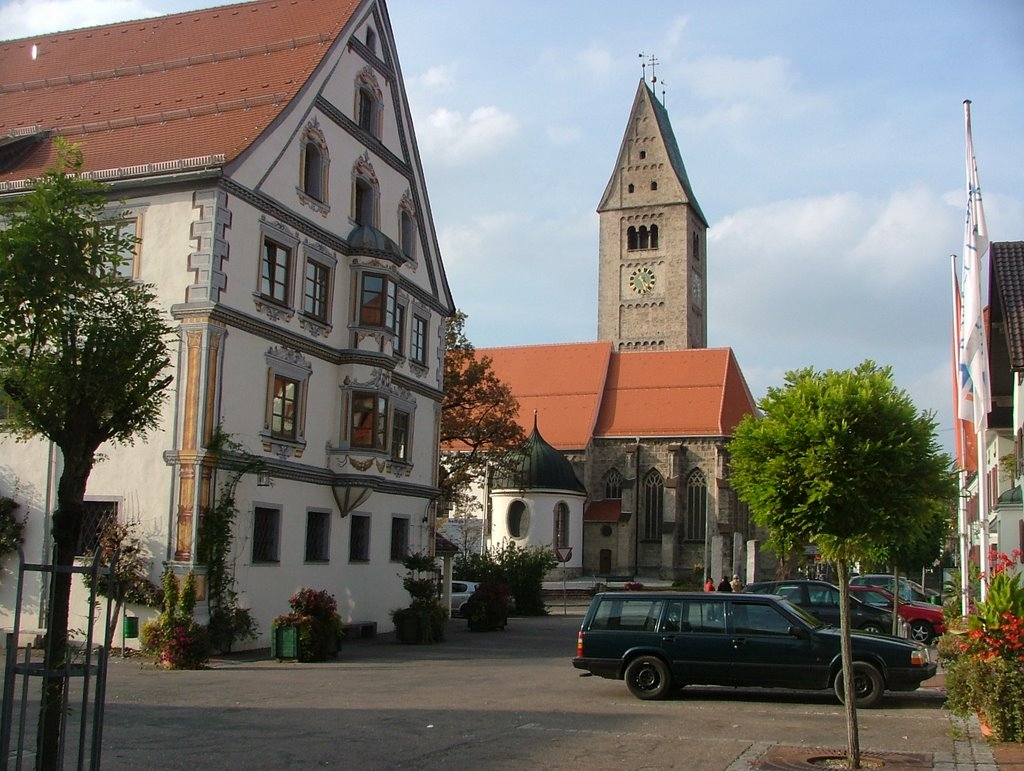

Kirche und Amtshaus auf dem Marktplatz bilden den Kern des Ortes, der, 1130 erstmals erwähnt, im späten 13. Jahrhundert teilweise, 1447 vollständig in den Besitz des Stiftes Kempten überging. Die längsrechteckige Platzgestalt mit Giebelfronten von Häusern vor allem des 18./19. Jahrhundert verrät in ihrer Regelmäßigkeit eine planmäßige Anlage der stiftkemptischen Pfleger, die wohl nach den Ortsbränden von 1560 und 1656 entstanden ist. Nach erneutem Brand 1804 wurde die Ostseite des Platzes erneuert. Dagegen repräsentieren Kirche und Amtshaus nach Bausubstanz und Lage (divergierende Bauachsen untereinander und zum Platzrand) den ursprünglichsten historischen Kern. Die Kirche war im 15. Jahrhundert als Wehrkirche mit einem mächtigen Turm, der dem Platz das Gepräge gibt, und mit zweigeschossiger Wehrmauer mit Tortürmen (1805 niedergelegt) ausgestattet – ihre Grenzen sind im Straßenverlauf noch erhalten und sind wichtiger Bestandteil des Ensembles. Im Schutz der Mauern befand sich die ehem. fürstäbtliche Schmalzwaage (später Cordonhaus) und der Zehentstadel („Heiligenspeicher“, später Rathaus). Außerhalb der ehem. Mauer, südlich der Kirche, beherrscht das administrative Zentrum der stiftkemptischen Pfleger, das Amtshaus, den Platz, ein stattlicher dreigeschossiger Satteldachbau von 1570. Er wurde anstelle des 1455 erbauten Gredhauses (Kornhaus) errichtet und behielt dessen Funktion teilweise bis 1868 bei. Die freie Lage auf dem Platz und eine auffällige Häufung von Gasthäusern (wohl ehemalige Brauereien) verraten die ursprüngliche Bestimmung. Aktennummer: E-7-77-154-1.

## Baudenkmäler nach Ortsteilen

### Obergünzburg
| Lage                                                | Objekt                                 | Beschreibung | Akten-Nr.     | Bild                                   |
| --------------------------------------------------- | -------------------------------------- | --- | ------------- | -------------------------------------- |
| Alter Markt 7 (Standort)                            | Ehem. Kemptisches Jägerhaus            | Satteldachbau, bezeichnet 1805. | D-7-77-154-1  | Ehem. Kemptisches Jägerhaus            |
| Alter Markt 12 (Standort)                           | Ehemaliges Bauernhaus                  | Mitterstallbau mit steilem Dach, nach 1805 erbaut. | D-7-77-154-2  | Ehemaliges Bauernhaus                  |
| An der Günz 7 (Standort)                            | Ehemaliges Bauernhaus                  | Flachdachhaus mit Hakenschopf und Wohnteil unter herabgeschlepptem Dach, bemalte, kerbgeschnitzte Flugpfette 18. Jahrhundert | D-7-77-154-3  | Ehemaliges Bauernhaus                  |
| Gässele 3 (Standort)                                | Ehemalige Wagnerei                     | Einfirstanlage, Mitterstallbau, zweigeschossiger Putzbau mit Satteldach, teils Ständerbohlenbauweise, teils massiv, um 1804/05 | D-7-77-154-67 | BW                                     |
| Gerberweg 2 (Standort)                              | Ehemalige Gerberei                     | zweigeschossiges Flachdachhaus mit ausgebautem Kniestock als Trockenspeicher, giebelseitig Gerbergang, 18./19. Jahrhundert, erneuert. | D-7-77-154-5  | Ehemalige Gerberei                     |
| Kapitän-Nauer-Straße 1 (Standort)                   | Ehemaliger Heiligenspeicher            | zweigeschossiger Satteldachbau, 1828 unter Einbeziehung von Teilen des ehem. „Heiligenspeichers“ und eines Feuerhauses zum ehem. Rathaus umgebaut; vgl. Ensemble Marktplatz. | D-7-77-154-8  | Ehemaliger Heiligenspeicher            |
| Kaufbeurer Straße (1 km östlich vom Ort) (Standort) | Johanniskeller                         | Sommerkeller der Brauerei Günzach im Sandsteinfelsen, Haus aus Sandsteinquadern vorgesetzt, 1841 angelegt | D-7-77-154-33 | Johanniskeller                         |
| Kaufbeurer Straße 3 a, 3 b (Standort)               | Ehemaliges Badhaus                     | Ständerbau mit Fachwerk und Flachdach, 17. /18. Jahrhundert, späterer Anbau mit Pultdach. | D-7-77-154-10 | Ehemaliges Badhaus                     |
| Kemptener Straße 8 (Standort)                       | Wohnhaus                               | Traufseitbau, um 1860, um 1920 von den Gebrüdern Heydecker umgestaltet und mit dem Mittelgiebel versehen. | D-7-77-154-55 | Wohnhaus                               |
| Kemptener Straße 10 (Standort)                      | Wohnhaus                               | um 1860, ursprünglich neugotischer Traufseitbau, um 1920 von den Gebrüdern Heydecker umgestaltet und mit dem Mittelgiebel versehen. | D-7-77-154-56 | Wohnhaus                               |
| Liebenthannstraße 10 (Standort)                     | Ehemaliges Bauernhaus                  | Ständerbohlenbau mit Flachdach, Mitte 17. Jahrhundert | D-7-77-154-13 | Ehemaliges Bauernhaus                  |
| Lindenweg 5 (Standort)                              | Wohnhaus                               | Satteldachbau mit vegetabilem Stuckdekor, nach 1900. | D-7-77-154-14 | Wohnhaus                               |
| Marktplatz (Standort)                               | Gusseiserner Brunnen                   | Brunnensäule mit Mohrenfigur, bezeichnet 1865. | D-7-77-154-22 | Gusseiserner Brunnen                   |
| Marktplatz 1 (Standort)                             | Ehemaliges Amtshaus                    | dreigeschossiger Satteldachbau mit Erker und Ladegaube, Westseite abgewalmt, 1570 als Korn- und Rathaus errichtet. | D-7-77-154-16 | weitere Bilder                         |
| Marktplatz 2 (Standort)                             | Katholische Pfarrkirche St. Martin     | Saalbau mit eingezogenem Chor, im Kern Mitte 15. Jahrhundert, Satteldachturm mit Blendgliederung, bezeichnet 1451, Erweiterungen und Veränderungen 16.–20. Jahrhundert; mit Ausstattung. | D-7-77-154-17 | weitere Bilder                         |
| Marktplatz 6 (Standort)                             | Ehemaliger Gasthof zur Post            | Mansarddachbau, nach 1804 errichtet, erneuert. | D-7-77-154-18 | Ehemaliger Gasthof zur Post            |
| Marktplatz 7 (Standort)                             | Gasthof zum Lamm                       | zweigeschossiges Satteldachhaus mit profiliertem Traufgesims und schmiedeeisernem Ausleger, Anfang 19. Jahrhundert | D-7-77-154-19 | Gasthof zum Lamm                       |
| Marktplatz 10 (Standort)                            | Ehemaliger Gasthof Zum schwarzen Bären | Giebelhaus mit geschnitzter Eingangstür und Ausleger, bezeichnet 1804. | D-7-77-154-20 | Ehemaliger Gasthof Zum schwarzen Bären |
| Marktplatz 15 (Standort)                            | Ehemalige Schmalzwaage                 | später Cordonhaus, Walmdachhaus mit Stichbogentor zum Kirchhof, 17./18. Jahrhundert | D-7-77-154-21 | Ehemalige Schmalzwaage                 |
| Nikolausberg 1 (Standort)                           | Katholische Filialkirche St. Nikolaus  | Saalbau mit eingezogenem Chor, 1. Hälfte 15. Jahrhundert, Umbau um 1600, Erneuerungen im 19. Jahrhundert; mit Ausstattung; Friedhof, 1684 eingerichtet, Ummauerung des 19. Jahrhunderts; zwei Rundtürme, im Kern 1. Hälfte 16. Jahrhundert, die Reste eines ehemaligen Burgstalls am Südende des alten Friedhofs; Kreuzwegstationen mit Fresken von Johann Kaspar, 1859/63; am Weg zum Nikolausberg. | D-7-77-154-23 | weitere Bilder                         |
| Oberer Markt 5 (Standort)                           | Gasthof grüner Baum                    | zweigeschossiges Walmdachhaus mit jüngerem Wiederkehr, bezeichnet 1686. | D-7-77-154-24 | Gasthof grüner Baum                    |
| Oberer Markt 35 (Standort)                          | Ehemaliges Gerichtsgefängnis           | Mansarddachbau mit Treppenturm, neubarock, 1900; zugehörig: ummauerter Garten und Nebengebäude. | D-7-77-154-58 | Ehemaliges Gerichtsgefängnis           |
| Poststraße 5 (Standort)                             | Ehemalige Schule                       | Satteldachhaus, bezeichnet 1818. | D-7-77-154-27 | Ehemalige Schule                       |
| Poststraße 7 (Standort)                             | Postamt                                | 1925, mit geknicktem Satteldach und verschindeltem Obergeschoss. | D-7-77-154-54 | Postamt                                |
| Unterer Markt 2 (Standort)                          | Ehemaliger Pfarrhof                    | Satteldachhaus mit Fachwerkgiebel, erbaut 1753. | D-7-77-154-28 | weitere Bilder                         |
| Unterer Markt 3 (Standort)                          | Wohnhaus                               | Walmdachbau mit Ecklisenen und profiliertem Traufgesims, 1. Hälfte 19. Jahrhundert | D-7-77-154-29 | Wohnhaus                               |
| Unterer Markt 4 (Standort)                          | Ehemaliger Pfarrstadel                 | Ständerbau mit Walmdach, 1796. | D-7-77-154-28 | Ehemaliger Pfarrstadel                 |
| Unterer Markt 5 (Standort)                          | Ehemaliges Frühmeßhaus                 | zweigeschossiger Satteldachbau, erbaut 1772. | D-7-77-154-30 | Ehemaliges Frühmeßhaus                 |
| Unterer Markt 49 (Standort)                         | Gasthof zum Schwanen                   | stattliches Satteldachhaus, im Kern spätgotisch. | D-7-77-154-32 | Gasthof zum Schwanen                   |

### Burker
| Lage                | Objekt    | Beschreibung                                                                 | Akten-Nr.     | Bild      |
| ------------------- | --------- | ---------------------------------------------------------------------------- | ------------- | --------- |
| Burker 1 (Standort) | Einzelhof | Flachdachhaus mit Wiederkehr, 1. Drittel 19. Jahrhundert, um 1920 verändert. | D-7-77-154-34 | Einzelhof |

### Ebersbach
| Lage                          | Objekt                             | Beschreibung                                                                                          | Akten-Nr.     | Bild           |
| ----------------------------- | ---------------------------------- | --- | ------------- | -------------- |
| Hauptstraße 55 (Standort)     | Katholische Pfarrkirche St. Ulrich | erbaut um 1470, um 1720/30 barockisiert,dreifache Empore, mit Ausstattung.                            | D-7-77-154-35 | weitere Bilder |
| Willofser Straße 2 (Standort) | Pfarrhaus                          | erbaut 1689/90, ehemals mit Hauskapelle, Umbau im 19. Jahrhundert                                     | D-7-77-154-36 | Pfarrhaus      |
| alte Haus-Nr. 28 ()           | Bauernhaus                         | Mittertennbau mit Kopfbügen und Kerbschnitzerei, Nordseite verbrettert, im Kern Mitte 18. Jahrhundert | D-7-77-154-37 |                |

### Eglofs
| Lage                 | Objekt                           | Beschreibung                  | Akten-Nr.     | Bild                             |
| -------------------- | -------------------------------- | ----------------------------- | ------------- | -------------------------------- |
| Eglofs 11 (Standort) | Katholische Kapelle St. Wendelin | erbaut 1828; mit Ausstattung. | D-7-77-154-38 | Katholische Kapelle St. Wendelin |

### Freien
| Lage                 | Objekt                    | Beschreibung                                                   | Akten-Nr.     | Bild                      |
| -------------------- | ------------------------- | -------------------------------------------------------------- | ------------- | ------------------------- |
| Im Eschle (Standort) | Katholische Marienkapelle | erbaut Anfang 18. Jahrhundert, Westteil 1959; mit Ausstattung. | D-7-77-154-39 | Katholische Marienkapelle |

### Glaser
| Lage                      | Objekt                    | Beschreibung                  | Akten-Nr.     | Bild                      |
| ------------------------- | ------------------------- | ----------------------------- | ------------- | ------------------------- |
| Hauptstraße 13 (Standort) | Katholische Marienkapelle | erbaut 1785; mit Ausstattung. | D-7-77-154-40 | Katholische Marienkapelle |

### Hartmannsberg
| Lage                       | Objekt        | Beschreibung                                               | Akten-Nr.     | Bild          |
| -------------------------- | ------------- | ---------------------------------------------------------- | ------------- | ------------- |
| Hartmannsberg 6 (Standort) | Marienkapelle | 2. Hälfte 18. Jahrhundert, 1886 erneuert; mit Ausstattung. | D-7-77-154-41 | Marienkapelle |

### Liebenthann-Mühle
| Lage                     | Objekt                     | Beschreibung | Akten-Nr.     | Bild           |
| ------------------------ | -------------------------- | --- | ------------- | -------------- |
| Liebenthann 2 (Standort) | Ehem. Schloßmühle der Burg | Satteldachbau, im Kern 1698, umgebaut 1745–1750, Dachstuhl 1864 erneuert; zugehöriger Stadel, 1832 errichtet, 1864 verändert; zugehörige Säge, im Kern 1824, auf Unterbau von 1655. - saniert 2008 | D-7-77-154-42 | weitere Bilder |

### Mindelberg
| Lage       | Objekt                                 | Beschreibung                                          | Akten-Nr.     | Bild                                   |
| ---------- | -------------------------------------- | ----------------------------------------------------- | ------------- | -------------------------------------- |
| (Standort) | Katholische Kapelle Vierzehn Nothelfer | wohl noch 1. Hälfte 18. Jahrhundert; mit Ausstattung. | D-7-77-154-43 | Katholische Kapelle Vierzehn Nothelfer |

### Mindelmühle
| Lage                     | Objekt                    | Beschreibung                                 | Akten-Nr.     | Bild                      |
| ------------------------ | ------------------------- | -------------------------------------------- | ------------- | ------------------------- |
| Mindelmühle 1 (Standort) | Katholische Marienkapelle | erbaut von Müller Joseph Schreyögg, um 1860. | D-7-77-154-44 | Katholische Marienkapelle |

### Reichholz
| Lage                            | Objekt    | Beschreibung | Akten-Nr.     | Bild    |
| ------------------------------- | --------- | --- | ------------- | ------- |
| Reichholz 1 (Standort)          | Gutshof   | Hauptgebäude mit Steilsatteldach, im Kern vielleicht noch 16. Jahrhundert (Wappentafel am Nebengebäude bezeichnet 1563), erneuert 1894. | D-7-77-154-45 | Gutshof |
| an der Straße nach Ebersbach () | Bildstock | 18./19. Jahrhundert | D-7-77-154-46 |         |

### Untermelden
| Lage                     | Objekt              | Beschreibung                                      | Akten-Nr.     | Bild                |
| ------------------------ | ------------------- | ------------------------------------------------- | ------------- | ------------------- |
| Untermelden 5 (Standort) | Katholische Kapelle | erbaut wohl Ende 18. Jahrhundert; mit Ausstattung | D-7-77-154-47 | Katholische Kapelle |

### Wegmacher
| Lage                   | Objekt     | Beschreibung         | Akten-Nr.     | Bild       |
| ---------------------- | ---------- | -------------------- | ------------- | ---------- |
| an der Staatsstraße () | Wegkapelle | 18./19. Jahrhundert; | D-7-77-154-48 | Wegkapelle |

### Willofs
| Lage                                 | Objekt                              | Beschreibung | Akten-Nr.     | Bild           |
| ------------------------------------ | ----------------------------------- | --- | ------------- | -------------- |
| Eglofser Straße 3 (Standort)         | Hausfigur                           | Muttergottes, gegen 1700                                                                                         | D-7-77-154-50 | Hausfigur      |
| Kirchweg 8 (Standort)                | Pfarrhaus                           | zweigeschossiger Satteldachbau mit Steherker und loggia-artigem Eingang im Osten, 1907 errichtet, 1973 verändert | D-7-77-154-64 | Pfarrhaus      |
| Kirchweg 13 (Standort)               | Pfarrkirche St. Johannes der Täufer | Turm Mitte 15. Jahrhundert, Neubau um 1700, Sakristei 1838; mit Ausstattung                                      | D-7-77-154-49 | weitere Bilder |
| an der Straße nach Mautis (Standort) | Tuffsockel                          | bezeichnet 1843                                                                                                  | D-7-77-154-51 | BW             |

### Wolfartsberg
| Lage                       | Objekt                                   | Beschreibung                  | Akten-Nr.     | Bild                                     |
| -------------------------- | ---------------------------------------- | ----------------------------- | ------------- | ---------------------------------------- |
| in Wolfartsberg (Standort) | Katholische Kapelle St. Joseph und Maria | erbaut 1813; mit Ausstattung. | D-7-77-154-52 | Katholische Kapelle St. Joseph und Maria |

## Ehemalige Baudenkmäler
In diesem Abschnitt sind Objekte aufgeführt, die früher einmal in der Denkmalliste eingetragen waren, jetzt aber nicht mehr. Objekte, die in anderem Zusammenhang – also z. B. als Teil eines Baudenkmals – weiter eingetragen sind, sollen hier nicht aufgeführt werden. Aktennummern in diesem Abschnitt sind ehemalige, jetzt nicht mehr gültige Aktennummern.

| Lage                             | Objekt     | Beschreibung                                                                                                   | Akten-Nr.     | Bild |
| -------------------------------- | ---------- | --- | ------------- | ---- |
| Wolfartsberg alte Haus-Nr. 50 () | Bauernhaus | stattlicher, verputzter Ständerbau mit Hakenschopf, bemalte Kerbschnitzerei an der Flugpfette; bezeichnet 1808 | D-7-77-154-53 |      |